# اللغة المانسية
لغة مانسية لغة فينية أوغرية، يتحدث بها المانسيّين في روسيا على طول نهر أوب وروافده، طبقاً للإحصاء الرسمي عام 1990 كان عدد المتحدثين بها 3,184 في روسيا.